# 馬來西亞華校董事聯合會總會
馬來西亞華校董事聯合會總會，簡稱董總，是馬來西亞的私人華文教育組織，成立於1954年，由馬來西亞各州屬華校董事聯合會或董教聯所組成，常與馬來西亞華校教師會總會（教總）合稱為董教總，捍衛馬來西亞華文教育權益。目前主席為陳大錦。

## 與新紀元學院之關係
- 與馬來西亞華校教師會總會於1997年成立新紀元學院。目前，董教總行政大樓與新紀元學院皆處雪蘭莪加影同一地皮上，此區土地為獨大教育機構所有，董總則是實際管理人。

## 與華文獨立中學之關係
- 目前獨立中學使用之教材，由董總負責編撰。
- 與馬來西亞華校教師會總會負責獨中統一考試（UEC, Unified Examination Certificate）工作。

## 事件

### 行政部机密文件事件
2015年5月7日，董总时任主席叶新田与邹寿汉率领的一群来历不明人士进入董总行政部周遭逗留徘徊，并在董教总教育中心大门非法设岗检查往来的车辆。当晚，叶新田锁上董教总教育中心的大门，并且禁止中央委员，首席执行长和局主任离开，并指责对方企图带走董总的机密文件而要求他们打开车门接受检查。18名董总中央委员于2015年4月9日向媒体称叶新田当时所称的机密文件是“虚乌有”，并指控叶新田在当时的事件是“完全是一场做贼喊捉贼的闹剧”。

### 叶新田盗用或伪造董总信笺及印章
2016年1月18日，董总在官方网站发布声明指控其董总时任主席叶新田多次以各种形式伪造董总的信笺及印章，以及冒用董总主席名义发表文告，并于1月13日中午向马来西亚加影警察局报案。

## 历任主席
- 1953年2月-4月：郑则民（第一届）
- 1953年4月-1954年：洪启读（代主席）
- 1954年-1964年：陈济谋（第二至第四届）
- 1965年-1966年：杜志昌（第五届）
- 1967年-1968年：叶鸿恩（第六届）
- 1969年-1972年：杨诚财（第七至第八届）
- 1973年-1991年：林晃昇（第九至第十七届）
- 1991年-1992年：胡万铎（第十八届）
- 1993年-2005年：郭全强（第十九至第二十四届）
- 2005年-2015年：叶新田（第二十五至第二十九届）
- 2015年-2018年：刘利民（第三十届）
- 2018年-2024年：陈大锦（第三十一届至第三十二届）
- 2024年至今：陈友信（第三十三届至今）

## 外部連結
- 馬來西亞華校董事聯合會總會官方网站 （页面存档备份，存于）